# Exklusivismus

Exklusivismus

Der Exklusivismus ist ein Modell der Religionstheologie, also eine Form der theologischen Beurteilung anderer Religionen. Er bezeichnet die Vorstellung, dass die eigene Religion die einzig wahre, richtige oder heilbringende sei und andere Religionen oder Glaubensrichtungen keinen Anteil an der Wahrheit oder zumindest an heilsentscheidenden Wahrheiten haben. 
Von diesem „umfassenden Exklusivismus“ unterscheidet man einen „unentschiedenen oder auch offenen Exklusivismus“. Danach vermittelt nur die eigene Religion letztlich Heil und Wahrheit und haben andere Religionen dafür keine konstitutive Bedeutung. Es wird aber offen gelassen und anderen Religionen nicht apodiktisch abgesprochen, ob bzw. dass es „Heil und Wahrheit“ in ihnen gibt.
Die römisch-katholische Kirche dürfte nach diesem Schema seit dem Zweiten Vatikanischen Konzil einen „unentschiedenen Exklusivismus“ vertreten.

## Im Christentum
Beispielhaft für diese Überzeugung ist die lange Zeit in der katholischen Kirche vorherrschende Lehre Extra ecclesiam nulla salus (Außerhalb der Kirche gibt es kein Heil). Relativiert wurde diese Position in der katholischen Kirche durch die vom Zweiten Vatikanischen Konzil herausgegebene Erklärung Nostra Aetate, die eine inklusivistische Position im Verhältnis zu anderen Religionen widerspiegelt. Dort wird den anderen Religionen mit großer Wertschätzung begegnet, indem man betont, dass man nichts von alledem ablehnt, „was in diesen Religionen wahr und heilig ist“. Dennoch liegt nach Ansicht des Konzils die Fülle des Heils einzig im Glauben an Jesus Christus, der alle Menschen durch sein Heilshandeln erlöst hat:
„Die katholische Kirche lehnt nichts von alledem ab, was in diesen Religionen wahr und heilig ist. Mit aufrichtigem Ernst betrachtet sie jene Handlungs- und Lebensweisen, jene Vorschriften und Lehren, die zwar in manchem von dem abweichen, was sie selber für wahr hält und lehrt, doch nicht selten einen Strahl jener Wahrheit erkennen lassen, die alle Menschen erleuchtet. Unablässig aber verkündet sie und muß sie verkünden Christus, der ist ‚der Weg, die Wahrheit und das Leben‘ (Johannes 14,6 ), in dem die Menschen die Fülle des religiösen Lebens finden, in dem alles mit sich versöhnt hat.“
Dieser Inklusivismus, der für die katholische Kirche ein großer Schritt war und zum interreligiösen Gespräch ermutigte, wird von Andersgläubigen und Religionswissenschaftlern mindestens skeptisch gesehen bzw. als indirekter Exklusivismus bezeichnet, insofern damit eine heilsgeschichtliche Vereinnahmung geschieht und weiterhin an dem Anspruch auf universale Gültigkeit festgehalten wird. Dieser Anspruch, der allerdings von fast allen Religionen vertreten wird, ist eine Herausforderung für den interreligiösen Dialog. Inwieweit mit der Betonung der Einzigartigkeit der eigenen Religion der Absolutheitsanspruch und damit der Exklusivismus überwunden werden und trotzdem eine missionierungsfreie universale Gültigkeit eine Berechtigung haben kann, ist einer von vielen Diskussionspunkten bei den pluralistischen Religionstheologien.

## Im Islam
Im Islam sind exklusivistische Auffassungen vor allem im Rahmen der charidschitischen und wahhabitischen Lehre von der Loyalität und der Lossagung entwickelt worden. Die Wahhabiten spalteten sich schon Anfang des 19. Jahrhunderts in ein exklusivistisches und ein inklusivistisches Lager. Während die Exklusivisten alle Nichtmuslime und auch diejenigen Muslime, die nicht ihrer Lehre folgten, als Ungläubige ansahen und zum Dschihad gegen sie aufriefen, meinten die Inklusivisten, dass die anderen Muslime nur in Sünde leben würden, so dass es nicht notwendig wäre, gegen sie zu kämpfen. In der Auseinandersetzung zwischen den beiden Gruppen erwiesen sich die Exklusivisten im 19. Jahrhundert als stärker. Um die Jahrhundertwende wurden exklusivistische Gelehrte zu den Beduinen des Nadschd gesandt, um sie zum Dschihad anzufeuern. Das Ergebnis ihrer Aktivität war die Bewegung der Ichwān, auf die sich König Abd al-Aziz ibn Saud bei der Expansion des saudischen Staates stützte. Der zunehmende Radikalismus dieser Gruppierung zwang den Herrscher allerdings 1929, mit britischer Hilfe gegen sie vorzugehen. Die letzten Bastionen des exklusivistischen Wahhabitentum blieben die sogenannten Ichwān von Buraida und Scheich Hamūd at-Tuwairiqī. Ihre Ansichten wurden in den 1970er Jahren in Saudi-Arabien allerdings zunehmend durch die Strömung des Islamischen Erwachens (aṣ-ṣaḥwa al-islāmīya) herausgefordert.

## Belege
1. ↑  Klaus von Stosch: Exklusivismus, in: Cornelia Dockter, Martin Dürnberger, Aaron Langenfeld: Theologische Grundbegriffe. Ein Handbuch. Paderborn, Schöningh 2021 (Grundwissen Theologie), ISBN 978-3-8252-5395-0, S. 57
2. ↑  Nostra Aetate Nr. 2, zit. nach: Karl Rahner, Herbert Vorgrimler: Kleines Konzilskompendium, Freiburg i. Br. 1966, S. 356
3. ↑  Saskia Wendel: Jenseits von Absolutheit und Beliebigkeit oder: Zur Möglichkeit, im Pluralismus einen christlichen Standpunkt zu beziehen. In: theophil-online.de (Memento vom 12. Februar 2013 im Webarchiv archive.today)
4. ↑  Vgl. Stéphane Lacroix: Awakening Islam. The politics of religious dissent in contemporary Saudi Arabia. Cambridge: Harvard University Press 2011. S. 12–13.
5. ↑  Vgl. Lacroix: Awakening Islam. 2011, S. 103–109.